# Скалолаз (фильм)
«Скалолаз» (англ. Cliffhanger) — американский приключенческий боевик, поставленный режиссёром Ренни Харлином по сценарию Майкла Франса и Сильвестра Сталлоне. В главных ролях снялись Сильвестр Сталлоне, Джон Литгоу, Майкл Рукер и Джанин Тёрнер. Фильм рассказывает об альпинисте-спасателе Гейбе Уокере и его коллеге Джесси Дейхен, которые оказываются втянуты в поиски денег, похищенных при ограблении летевшего через Скалистые горы самолёта Министерства финансов США.
В мае 2023 года началась работа над сиквелом — фильмом «Скалолаз 2».

## Сюжет
Альпинист и спасатель Гейб Уокер поднимается на пик в Скалистых Горах, где его ждёт товарищ Хэл Такер, который с подругой Сарой поднялся на вершину и повредил ногу. Вертолётчики Фрэнк и Джесси Дейхен перебрасывают трос между двумя горными вершинами, но при переправе пряжка обвязки Сары ломается, и она повисает над бездной. Гейб успевает схватить запаниковавшую девушку за руку, но её рука выскальзывает, и Сара падает в пропасть.
Восемь месяцев спустя Гейб возвращается в горы — впервые после гибели Сары. Обвиняя себя в её смерти, он хочет забрать свои вещи и навсегда покинуть это место. Внезапно по рации спасательного центра, где работают Хэл и Джесси, звучит призыв о помощи. Джесси уговаривает Гейба присоединиться к Хэлу для спасения попавших в беду альпинистов, но Хэл, обвиняющий Гейба в смерти Сары, не желает его помощи.
Тем временем банда Эрика Куэйлена подкупает старшего агента Министерства финансов Ричарда Трэверса, который со своими людьми перевозит три чемодана со 100 миллионами долларов тысячедолларовыми купюрами из Денвера в Сан-Франциско. ФБР знало, что Куэйлен следит за партией денег, и придало группе своего агента Мэтсона. Заметив преследующий их чужой самолёт, Мэтсон поднимает тревогу, но Трэверс хладнокровно расстреливает его и двоих охранников. Трэверс и его сообщник – пилот – собираются перебросить чемоданы по тросу на подлетевший самолёт Куэйлена. Трэверс активирует систему самоуничтожения самолета и перебирается к Куэйлену. Однако Мэтсон очнулся и сорвал план грабителей, расстреляв сообщника Трэверса и самолёт бандитов, который получил серьëзные повреждения. Самолёт Мэтсона взорвался, трос обрывается, чемоданы теряются в горах. Самолёт бандитов вынужден совершить аварийную посадку на плато. Все чемоданы оснащены сигнальными маячками, и сигнал от них виден на экране специального портативного локатора, код доступа которого знает только Трэверс. Но бандиты не знают местности и не знакомы с альпинизмом. Кристел ловит частоту спасательной станции и посылает сигнал SOS. Банда берёт прибывших их спасать Гейба и Хэла в заложники.
Банда добирается до первого чемодана, упавшего на скальный карниз. Гейба посылают наверх за деньгами, привязав к его ноге верёвку, чтобы он не сбежал. Ему удаётся оборвать верёвку и ускользнуть. Один из бандитов открывает огонь, и вызывает сход лавины. Куэйлен, видя, что лавина несёт банкноты, решает, что Гейб погиб, и приказывает Хэлу искать второй чемодан. Хэл ведёт бандитов длинным путём и посылает по радио намеренно ложные сообщения, Джесси понимает, что дело неладно и отправляется на помощь к Хэлу.
Гейб, оставшийся без тёплой одежды, добирается до дома-музея в горах, где находит Джесси. Они успевают добраться до второго чемодана и оставляют банде Куэйлена только одну банкноту с надписью «Want to Trade?» (англ. Поторгуемся?). Бандиты пытаются отыскать Гейба, и после недолгой погони тот сбрасывает одного из них в пропасть. Остальных Хэл приводит на ночлег в дом-музей, в котором Гейб встретился с Джесси несколькими часами ранее.
На следующее утро Гейб и Джесси пытаются первыми добраться до последнего чемодана. Пытаясь опередить бандитов, они спускаются в подземный ход. Куэйлен разгадывает их хитрость и отправляет к лазейке одного из бандитов. Гейб и Джесси чудом выживают в схватке с убийцей, а в это время Кристел ставит бомбы над их головами. Хэл успевает крикнуть друзьям о бомбе по рации. Гейб и Джесси уходят из-под удара в последний момент. Увидев в небе спасательный вертолёт, Куэйлен придумывает план его захвата. Кристел зажигает сигнальный огонь и ложится в снег. Увидев якобы раненую женщину, пилот спасателей Фрэнк приземляется и спешит к ней на помощь. Бандит Делмар расстреливает его из пистолета-пулемёта. Возле захваченного вертолёта вспыхивает спор. Хэл, осматривая убитого Фрэнка, тайком забирает складной нож. Топлива слишком мало для поисков третьего чемодана. Трэверс настаивает на поиске последнего чемодана, используя вертолёт, а Куэйлен требует у него монитор и код активации. Вспыхивает перебранка. Куэйлен хватает Кристел и стреляет ей в спину. Теперь он единственный, кто может управлять вертолётом, и Трэверс не может его убить. Куэйлен остаётся ждать в спасательном вертолёте, а Трэверс, Хэл и Делмар разделяются — Трэверс уходит дальше за чемоданом и приказывает Делмару убить ненужного Хэла без лишнего шума, но происходит наоборот — Хэл убивает Делмара, ранив его ножом, а потом застрелив из дробовика. Трэверс по поисковому монитору находит сигнал маяка, но лишь натыкается на кролика, к которому Гейб, ранее нашедший деньги, привязал этот маяк. Понимая, что Гейб его опередил и нашёл деньги, взбешённый Трэверс бросается в погоню за Гейбом, но тот, нырнув в полынью, поражает Трэверса выстрелом сквозь лёд. Хэл вытаскивает Гейба из воды.
Тем временем Джесси, не зная, что Фрэнк убит, и услышав шум вертолёта, подаёт сигналы, думая, что им управляет Фрэнк, который её увидит и подберёт. Управляющий вертолётом Куэйлен, угрожая Джесси пистолетом, берёт её в заложницы. Связавшись по рации, Куэйлен и Гейб договариваются о сделке — Джесси в обмен на деньги из третьего чемодана. Куэйлен выпускает Джесси, но Гейб бросает сумку с деньгами в пропеллер вертолёта. Машина падает и, перевернувшись, повисает на стальном кабеле на склоне горы. Гейб и Куэйлен дерутся на днище вертолёта. В последний момент Гейб цепляется за скалу, а машина вместе с Куэйленом срывается в пропасть и взрывается. После этого Гейба, Джесси и Хэла находят и спасают федеральные агенты.

## В ролях
| Актёр              | Роль                                       |
| ------------------ | ------------------------------------------ |
| Сильвестр Сталлоне | Гейб Уокер                                 |
| Джон Литгоу        | Эрик Куэйлен                               |
| Майкл Рукер        | Хэл Такер                                  |
| Джанин Тёрнер      | Джесси Дейхен                              |
| Рекс Линн          | Ричард Трэверс                             |
| Кэролайн Гудолл    | Кристел                                    |
| Леон Робинсон      | Кайнетт                                    |
| Крейг Фэйрбрасс    | Делмар                                     |
| Мишель Джойнер     | Сара                                       |
| Ральф Уэйт         | вертолётчик Френк                          |
| Дон С. Дэвис       | Стюарт                                     |
| Пол Уинфилд        | Уолтер Райт                                |
| Вито Руджинис      | агент ФБР Мэтсон                           |
| Вольфганг Гюллих   | дублёр Сильвестра Сталлоне по скалолазанию |

## Создание

### История проектов Carolco и Сталлоне
1. Изначально Carolco Pictures подписала контракт с Сильвестром Сталлоне на роль вместе с Джоном Кэнди в комедии о враждующих соседях, сценарий которого должен был написать Джон Хьюз. Когда этот проект был закрыт, Сталлоне перешёл в два других проекта Carolco.
2. Первым был футуристический научно-фантастический фильм ужасов «Изобар», в котором рассказывалось о генетически созданном монстре, вырвавшимся на свободу на скоростном поезде. В период с 1987 года, когда Carolco впервые купила оригинальный сценарий Джима Ульса за 400 000 долларов, по 1991 год режиссёры Ридли Скотт и Роланд Эммерих в разные моменты времени были прикреплены к работе над фильмом, бюджет которого со Сталлоне и Ким Бейсингер в качестве исполнителей главных ролей составил бы 90 миллионов долларов. Однако из-за разногласий между Carolco и продюсером Джоэлом Сильвером по поводу изменений сценария и отсутствия свободы творчества Скотт и Эммерих отказались от работы над проектом, который в конце концов был отменён[2].
3. Вторым проектом Carolco, в котором был задействован Сталлоне, был боевик-катастрофа под названием Gale Force, описываемый как «Крепкий орешек в условиях урагана», который собирался поставить Ренни Харлин. Предполагалось, что Сталлоне будет играть бывшего бойца SEAL, которому предстоит противостоять группе современных пиратов, напавших на прибрежный город во время катастрофического урагана. Первая версия сценария для фильма была написана Дэвидом Чаппе в 1984 году, который затем написал ещё шесть черновиков в период с 1987 по 1989 годы, и после того, как его окончательный вариант получил ряд одобрительных отзывов, Carolco купил последнюю версию сценария за 500 тысяч долларов с обещанием добавить ещё 200 тысяч, если фильм выйдет в прокат. Харлину заплатили 3 миллиона долларов за постановку фильма, но поскольку его контракт также давал ему полный контроль над проектом, он потребовал серьёзно переписать сценарий, чтобы, среди прочего, увеличить число эпизодов и сделать их длиннее. С 1990 по 1991 годы, когда началась работа, Carolco потратила более 4 миллионов долларов на изменение сценария. Одним из сценаристов, которые работали над этим, был Джо Эстерхас, которому заплатили 500 тысяч долларов за написание его версии. Однако он переписал его в ключе эротического триллера, похожего на свои предыдущие сценарии, поэтому в конечном итоге он был отклонён. Руководители Carolco посчитали, что запланированный бюджет в 40 миллионов долларов будет «слишком большим», и не могли понять, как с учётом выделенных средств создать должные спецэффекты для фильма с задуманной концепцией. В конечном итоге и этот проект был отменён за две недели до начала производства.
4. Однако Харлин сохранил свои 3 миллиона долларов — он, Сталлоне и все, кто участвовал в отменённом проекте, перешли к работе над будущим «Скалолазом», другому проекту Carolco, бюджет которого составлял уже 70 миллионов долларов; и который стал итоговым[3][4][5][6].

### Производство
Половина бюджета фильма была предоставлена TriStar Pictures в обмен на полные права на распространение в Северной Америке, Мексике, Австралии, Новой Зеландии, Германии и Франции. Остальные средства были предоставлены компаниями Rizzoli-Corriere della Sera, Le Studio Canal + и Pioneer Electric Corporation. Схема финансирования стала причиной серьёзных долговых проблем у Carolco, в сама студия в конечном счёте получила очень низкую прибыль.
Большая часть сцен фильма были сняты в Доломитовых Альпах с рабочей базой в итальянском курортном городке Кортина д’Ампеццо. Например, сцена с подвесным мостом снималась на Монте-Кристалло на виа феррата В. Ф. Ивано Дибона, которая была реконструирована сразу после фильма. Восхождение в основном проходило на скалах Тофаны; это место находится на вершине горы Фалориа. Небольшой дом был построен на берегу реки Бойте, в Фиамесе, недалеко от вертолётной площадки на месте заброшенного аэропорта. Некоторые съёмки проходили в Дуранго, штат Колорадо. Авторы фильма также благодарили общины ютов за помощь в съёмках на территории их резервации.
Кинокартина занесена в Книгу рекордов Гиннесса за самый дорогостоящий воздушный трюк из когда-либо выполненных. Каскадёру Саймону Крэйну заплатили 1 миллион долларов за выполнение сцены, где он пролетел между двумя самолётами на высоте 15 000 футов (4600 м).
Основными альпинистами были Рон Коук и Вольфганг Гюллих. Коук выступал в качестве альпинистского дублёра Сталлоне после того, как Гюллих погиб в автокатастрофе в 1992 году.
Когда Сталлоне спросили о режиссёрской версии, он объяснил, что «режиссёрская версия была встречена на просмотре с большим неодобрением и получила тревожно низкие оценки. В основном потому, что трюки были до абсурда преувеличены. Например, средний мужчина может прыгнуть на двенадцать футов через ущелье, и постановщики заставили меня прыгнуть, может быть, на триста футов или больше, такие ситуации нужно было уменьшить, и всё же они были довольно экстремальными … так что зрителям, вероятно, будет комфортнее смотреть [фильм] с этим сокращением. Команда 2-го блока, который снимал большую часть действия, была необычной».

## Критика
На сайте Rotten Tomatoes фильм получил рейтинг одобрения 67 % на основе 55 рецензий со средней оценкой 6,2/10. По мнению критиков сайта, «хотя фильм не может избежать сравнений с фильмами, из которых он заимствован, „Скалолаз“ — это напряженный, насыщенный действием триллер и демонстрация талантов, которые сделали Сильвестра Сталлоне звездой». На Metacritic фильм получил 60 баллов из 100 на основании отзывов 16 критиков.
Роджер Эберт похвалил фильм, присудив ему три звезды и сказав: «„Скалолаз“ — это средство, предназначенное развлечь нас, и оно работает».

## Компьютерная игра
В конце 1993 года по мотивам фильма была выпущена одноимённая компьютерная игра, реализованная для нескольких игровых платформ.